# Heidi Julavits

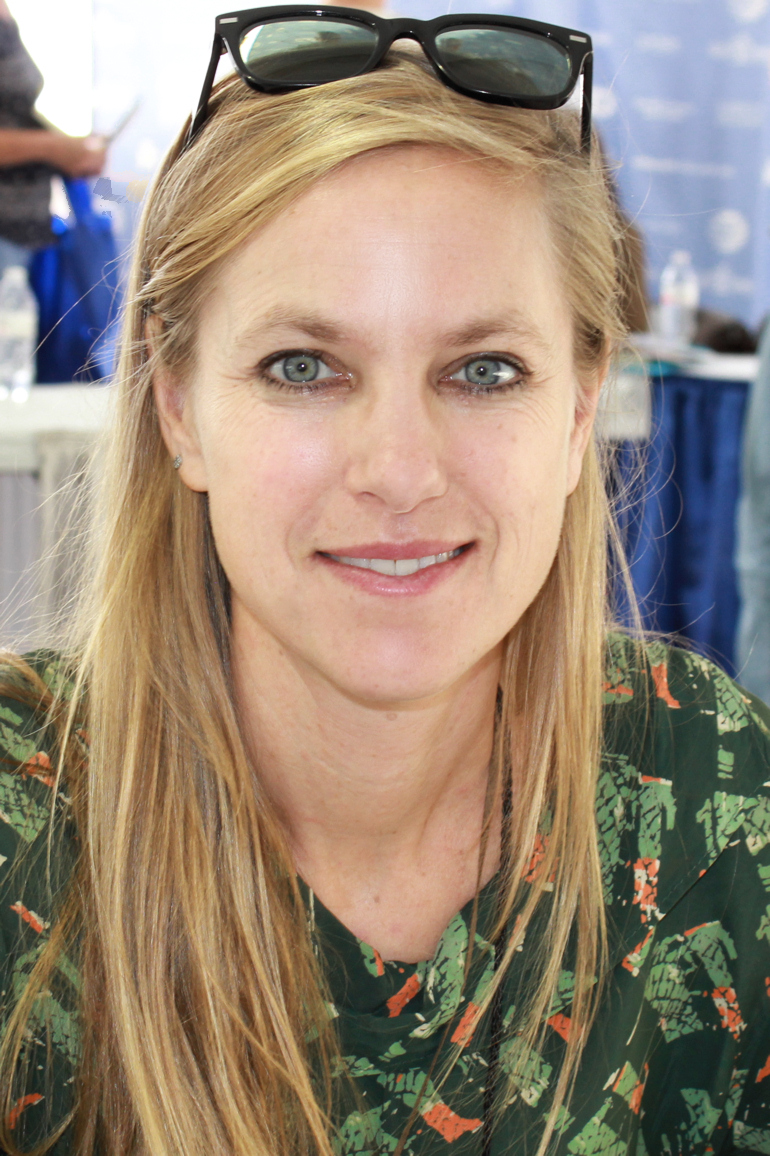
Heidi Julavits (2015)

Heidi Suzanne Julavits (geboren 20. April 1968 in Portland, Maine) ist eine US-amerikanische Schriftstellerin.

## Leben
Heidi Julavits wuchs in Portland auf und besuchte das Dartmouth College. Sie studierte Sprachen und erhielt einen MFA an der Columbia University. Sie war Guggenheim Fellow. Seit 2003 ist sie Autorin und inzwischen auch mit Vendela Vida Herausgeberin des Literaturmagazins The Believer.
Julavits ist mit dem Schriftsteller Ben Marcus verheiratet, sie leben mit ihren Kindern in Manhattan.

## Werke (Auswahl)
- The Mineral Palace (Roman, 2000)
  - Der Mineralpalast. Übersetzung Margarete Längsfeld, Piper, München 2004, ISBN 978-3-492-04291-8.
- The Effect of Living Backwards (Roman, 2003)
- The Uses of Enchantment (Roman, 2006)
- Ed Park; Heidi Julavits (Hrsg.): Read hard: five more years of great writing from Believer (Essay-Sammelband, 2009)
- The Vanishers (Roman, 2012)
- mit Sheila Heti; Leanne Shapton: Women in Clothes (Essay-Sammelband, 2014)
  - mit Sheila Heti; Leanne Shapton: Frauen und Kleider. Übersetzung Sophie Zeitz und Britt Somann, S. Fischer Verlag, Frankfurt am Main 2015, ISBN 978-3-10-002242-4.
- The Folded Clock: A Diary (Memoir, 2015)
  - Heute: Dem Leben auf der Spur. Übersetzung Britt Somann-Jung, Atrium Verlag, Zürich 2016, ISBN 978-3-85535-005-6.